# Bulldog Turner
Clyde Douglas „Bulldog“ Turner (* 10. März 1919 in Plains, Texas; † 30. Oktober 1998 in Gatesville, Texas) war ein US-amerikanischer American-Football-Spieler und -Trainer. Er spielte in der National Football League (NFL) bei den Chicago Bears.

## Jugend
Clyde Turner wuchs in Sweetwater auf und besuchte dort die High School. Er spielte in der dortigen Footballmannschaft auf verschiedenen Positionen. Besonders auffällig war er dabei nicht, sein Körpergewicht war zu gering. Auf keiner Position konnte er sich als Starter etablieren. Im Alter von 16 Jahren machte er seinen Schulabschluss und arbeitete danach als Rinderverkäufer um sich das Geld für ein Collegestudium zu verdienen. In seiner Freizeit konnte er durch hartes Training sein ursprüngliches Körpergewicht von 70 kg auf 86 kg steigern. Um sein Umfeld zu beeindrucken, legte er sich seinen Spitz- und späteren Rufnamen „Bulldog“ selbst zu.

## Spielerlaufbahn

### Collegekarriere
Von 1937 bis 1939 studierte Bulldog Turner an der Hardin-Simmons University. Die Hardin-Simmons University hatte eine im Footballsport relativ unbedeutende Mannschaft. Turner, der am College sein Körpergewicht nochmals auf 97 kg steigern konnte, lief für deren Footballmannschaft auf und war zunächst für keine bestimmte Spielerposition vorgesehen. Da sich der ursprüngliche Stammspieler auf der Position des Centers verletzt hatte, wurde er in der Offensive Line der Mannschaft eingesetzt und konnte sich sofort als Starter durchsetzen. Während seiner drei Jahre anhaltenden Collegekarriere konnte sein Team 23 Spiele gewinnen, verlor drei und spielte zweimal unentschieden.

### Profikarriere
Turner spielte im College in einer relativ unbedeutenden Footballmannschaft. In den 1940er-Jahren war das Draftsystem der NFL noch in den Kinderschuhen. Professionelle Scouts waren noch unbekannt, die NFL Mannschaften verließen sich in erster Linie auf die All-American-Listen, die die verschiedenen Presseorgane veröffentlichten. Umso erstaunlicher war das Interesse der NFL Mannschaften an Bulldog Turner. Obwohl es den Bears 1940 gelungen war Turner in der ersten Runde an siebter Stelle zu draften versuchten die Detroit Lions Turner an ihre Mannschaft zu binden. Die NFL unterband diesen Verstoß gegen ihre Regeln und sprach gegen die Lions eine Geldstrafe in Höhe von 5.000 US-Dollar aus.

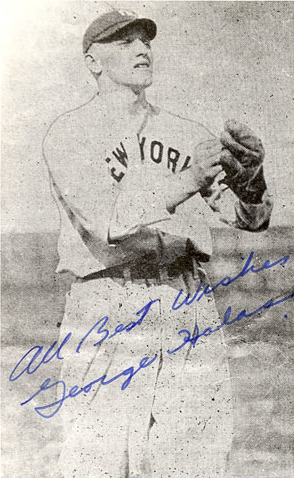
George Halas

Die Bears wurden von George Halas trainiert. Bulldog Turner wurde von ihm in seiner Rookiesaison als Center von Quarterback Sid Luckman eingesetzt, bekam aber auch Einsatzzeit als Guard, als Tackle, sowie als Linebacker in der Defense des Teams. Turner konnte bereits in seinem ersten Profijahr seinen ersten Titel gewinnen. Im NFL-Meisterschaftsspiel 1940 wurden die Washington Redskins mit 73:0 geschlagen. Turner konnte in dem Spiel eine Interception zu einem Touchdown in die gegnerische Endzone tragen. Im Jahr 1941 konnten die Bears ihren Titel verteidigen. Sie besiegten die New York Giants mit 37:9. Erneut fing Turner eine Interception.
1942 verließ Halas im Laufe der Saison die Bears und wurde durch Hunk Anderson und Luke Johnsos ersetzt. Die Bears spielten eine niederlagenfreie Saison und Turner konnte in der Saison acht Interceptions erzielen und diese zu einem Raumgewinn von 96 Yards verwerten. Völlig überraschend verlor sein Team aber das NFL Endspiel gegen die Redskins mit 14:6. Turner und sein Team blieben von dieser Niederlage unbeeindruckt und sicherten sich im Jahr 1943 mit einem 41:21-Sieg den Titel im dritten Endspiel gegen die Redskins. Turner fing erneut einen Pass ab.
In der Saison 1945 konnte Turner nur zwei Spiele für die Mannschaft aus Chicago bestreiten. Er wurde von den United States Army Air Forces zum Wehrdienst herangezogen und verbrachte diesen als Spieler in einer Footballmannschaft der Luftwaffe.
Im Jahr 1946 kehrte George Halas zu den Bears als Trainer zurück und führte die Mannschaft zum vierten Titelgewinn innerhalb von sieben Jahren. Im NFL Endspiel mussten sich die Giants mit 24:14 geschlagen geben. Erneut konnte Turner einen Pass des gegnerischen Quarterbacks abfangen.
1947 war Turner für einen spielerischen Glanzpunkt verantwortlich. In einem Spiel gegen die Redskins konnte er einen Pass von Sammy Baugh abfangen und ihn über eine Strecke von 96 Yards in die Endzone der Redskins tragen. Dabei trug er Baugh, der noch versuchte ihn von der Erzielung eines Touchdowns abzuhalten über eine Strecke von sieben Yards mit in die Endzone.
Nach der Saison 1952 beendete Turner nach 132 Spielen in der NFL seine Spielerlaufbahn.

## Trainerlaufbahn
Bulldog Turner wurde nach seiner Spielerkarriere von den Bears als Assistenztrainer verpflichtet. Im Jahr 1962 wurde er Head Coach der New York Titans. Er behielt dieses Amt ein Jahr inne und wurde danach durch Weeb Ewbank ersetzt.

## Ehrungen
Bulldog Turner spielte zweimal im Pro Bowl, dem Abschlussspiel der besten Spieler einer Saison. Achtmal wurde er zum All Pro gewählt. Seine Rückennummer wird durch die Bears nicht mehr vergeben. Turner ist Mitglied im NFL 1940s All-Decade Team, in der Texas Sports Hall of Fame, in der Pro Football Hall of Fame und in der College Football Hall of Fame.

## Tod
Clyde Turner starb an Lungenkrebs und wurde auf dem Greenbriar Cemetery in Gatesville beerdigt. Er hinterließ zwei Töchter.